# Kommunalwahlrecht (Schleswig-Holstein)
Das Kommunalwahlrecht in Schleswig-Holstein regelt die Kommunalwahlen in Schleswig-Holstein. Grundlage ist das Gemeinde- und Kreiswahlgesetz des Landes Schleswig-Holstein (GKWG).

## Gemeindewahl und Kreiswahl
In den Kommunalwahlen werden in Schleswig-Holstein die Gemeindewahlen und die Kreiswahlen organisatorisch zusammengefasst:
- In den Gemeindewahlen werden die Gemeindevertretungen für mehr als 1.000 Gemeinden in Schleswig-Holstein bestimmt. Dazu gehören auch die vier kreisfreien Städte Kiel, Lübeck, Flensburg und Neumünster.
- In den Kreiswahlen werden die Kreistage in den elf Landkreisen des Landes gewählt.
- Auch die Direktwahlen der hauptamtlichen Bürgermeisterinnen und Bürgermeister[1] sind im GKWG (Abschnitt VII) geregelt und werden aus organisatorischen Gründen oftmals am Wahltermin der Kommunalwahl durchgeführt.[2]

In Gemeinden mit bis zu 70 Einwohnern werden keine Gemeindevertretungen gewählt, an die Stelle der Gemeindevertretung tritt dort die Gemeindeversammlung. Bei Kommunalwahlen wird in diesen Gemeinden nur die Kreiswahl durchgeführt.

## Wahlberechtigung und Amtsdauer
Wahlberechtigt ist, wer EU-Bürger ist, das 16. Lebensjahr vollendet hat und seit mindestens sechs Wochen in Schleswig-Holstein wohnt. Gewählt werden kann, wer wahlberechtigt ist, das 18. Lebensjahr vollendet hat und seit mindestens drei Monaten in Schleswig-Holstein wohnt. Wahlbewerber können als unmittelbare Bewerber sowohl als Vertreter einer Partei oder einer Wählergruppe als auch als Einzelbewerber vorgeschlagen werden. Parteien und Wählergruppen können darüber hinaus Listenwahlvorschläge einreichen, die beim Verhältnisausgleich berücksichtigt werden.
Die Amtsdauer der Gemeinde- und Kreisvertretungen beträgt seit den Wahlen 1998 fünf Jahre, vorher vier Jahre. Bis 2003 begann die Amtsdauer am 1. April, so dass die Wahlen im März abgehalten wurden. Die zumeist ehrenamtlichen Kommunalpolitiker beklagten sich, dass „der Wahlkampf in den Wintermonaten und damit unter sehr erschwerten Bedingungen“ stattfinden müsse. Seit der Kommunalwahl 2008 beginnt die Amtsdauer daher am 1. Juni des Wahljahres, die Wahlen finden im Mai statt.

## Wahlsystem

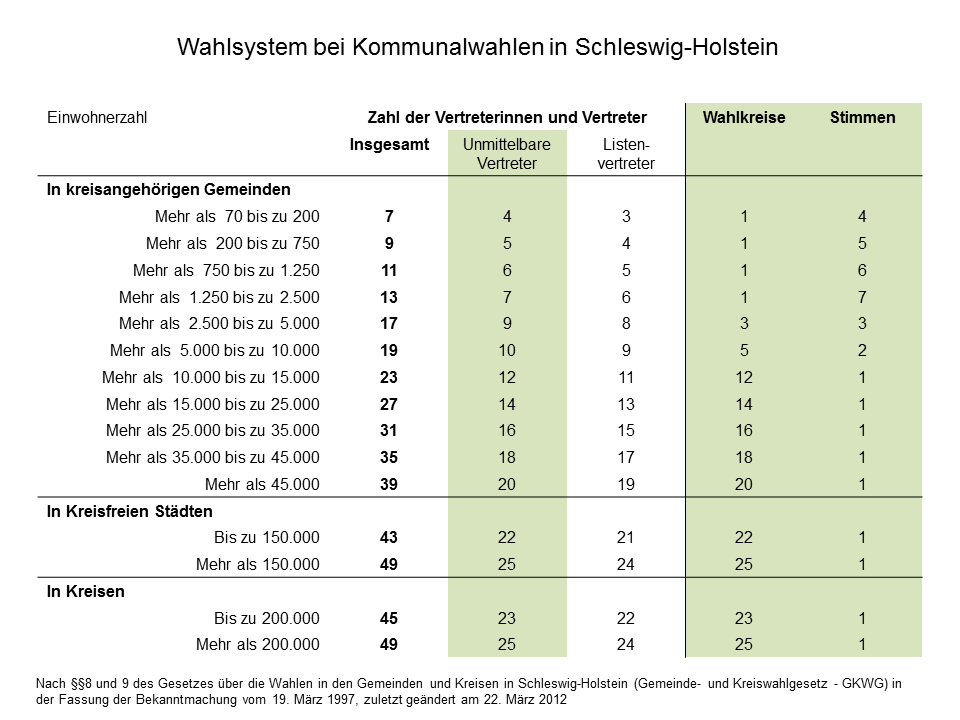
Kommunalwahlsystem

In der Gemeinde- und in der Kreiswahl gilt nach § 7 GKWK ein System der Mehrheitswahl mit Verhältnisausgleich. Die Zahl der Sitze in der Gemeinde- oder Kreisvertretung wird dazu unterteilt in Sitze der „unmittelbaren Vertreterinnen und Vertreter“ und Sitze der „Listenvertreterinnen und Listenvertreter“. Je nach Größe der Gemeinde bzw. des Kreises ist die Zahl der Sitze und die Aufteilung in „unmittelbare Vertreterinnen und Vertreter“ und „Listenvertreterinnen und Listenvertreter“ festgelegt.
Die Anzahl der Stimmen je wahlberechtigter Person richtet sich nach der Zahl der „unmittelbaren Vertreterinnen und Vertreter“ und der Zahl der Wahlkreise, die für eine Gemeinde oder einen Kreis eingerichtet werden (Abbildung). Ab einer Einwohnerzahl von 10.000 sind so viele Wahlkreise wie unmittelbare Vertreterinnen und Vertreter einzurichten, in diesen Wahlkreisen kann jeweils nur eine Stimme abgegeben werden. In kleineren Gemeinden können hingegen mehrere Stimmen abgegeben werden. Dabei ist das Verteilen der Stimmen auf Bewerberinnen und Bewerber unterschiedlicher Listen (Panaschieren) erlaubt, das Häufeln mehrerer Stimmen auf eine Bewerberin bzw. einen Bewerber (Kumulieren) hingegen nicht.
- Mehrheitswahl: Diejenigen, die die meisten Stimmen in einem Wahlkreis erhalten, sind als unmittelbare Vertreterinnen oder Vertreter gewählt.
- Verhältnisausgleich: Die restlichen Sitze („Listenvertreterinnen und Listenvertreter“) werden nach Listen, denen die Wahlbewerberinnen und Wahlbewerber angehören können, verteilt. Für diesen Verhältnisausgleich wird das Sainte-Laguë-Verfahren als Höchstzahlenverfahren verwendet. Eventuell entstehende Überhangmandate werden ausgeglichen.

Die früher bestehende Fünf-Prozent-Klausel wurde 2008 vom Bundesverfassungsgericht aufgehoben.